# Minami-arupusu
Minami-arupusu (南アルプス市 -shi) é uma cidade japonesa localizada na província de Yamanashi.
Em 2018, a cidade tinha uma população estimada em 70 129 habitantes e uma densidade populacional de 265.5 habitantes por quilômetro quadrado. Tem uma área total de 264 quilômetros quadrados.
Recebeu o estatuto de cidade a 1 de Abril de 2003.

## Cidades-irmãs
- Marshalltown, EUA
- Winterset, EUA
- Queanbeyan, Austrália
- Dujiangyan, China